# I ara, què envaïm?
I ara, què envaïm? (originalment en anglès, Where to Invade Next) és una pel·lícula-documental escrita i dirigida pel Michael Moore el 2015. El polèmic director viatja a països com Itàlia, Finlàndia, Portugal, França o Tunísia on investiga els mètodes alternatius que utilitzen aquests territoris per a tractar els conflictes socials i econòmics que també afecten els Estats Units. El 4 d'octubre de 2022 es va estrenar la versió doblada al català al programa Sense ficció de TV3.
La pel·lícula va rebre molt bones crítiques. La La crítica Mònica Planas i Callol nogensmenysreprotxa Moore de manipular la veritat en triar només els exemples que confirmen les seves tesis.

## Sinopsi
Michael Moore visita un nombre de països i examina aspectes de les polítiques socials, les quals, segons ell, es podrien adaptar als Estats Units. Els territoris visitats i aspectes tractats apareixen en ordre cronològic al següent llistat:
- A Itàlia: els drets del treballador, les vacances i lluna de mel pagades, la baixa paternal, el descans per a dinar i les pagues extres.
- A França: el menjar escolar i l'educació sexual.
- A Finlàndia: el sistema educatiu.
- A Eslovènia: el sistema de pagament de l'educació superior.
- A Alemanya: els drets del treballador i l'educació històrica (destaca el tracte del nazisme a les escoles).
- A Portugal: l'abolició de la pena de mort, la política de drogues i el sistema sanitari universal.
- A Noruega: el sistema de presons i els atemptats terroristes del 2011.
- A Tunísia: els drets de la dona i el seu paper a la Revolució de Tunísia.
- A Islàndia: les dones del poder i la crisi financera del 2008.
- La caiguda del mur de Berlín.

Al final Moore reflexiona sobre l'origen d'aquestes idees i polítiques, exposant com moltes han estat originades als Estats Units o com hi ha tingut un paper rellevant en la projecció de les mateixes. Cita per exemple la jornada de vuit hores, el Dia Internacional dels Treballadors, la lluita per l'abolició de la pena de mort, la igualtat entre ciutadans o la prohibició dels càstigs cruels i degradants.

## Producció
La producció es va dur a terme en secret, i el rodatge va implicar un nombre petit de participants en 3 continents.

## Crítica
El documental va tenir una molt bona rebuda per part del públic i, tot i ser un bon candidat, finalment no va ser nominat a l'Oscar.